# Umam Documentation & Research
 (juin 2021).
La mise en forme du texte ne suit pas les recommandations de Wikipédia : il faut le « wikifier ».
Les points d'amélioration suivants sont les cas les plus fréquents. Le détail des points à revoir est peut-être précisé sur la page de discussion.
- Les titres sont pré-formatés par le logiciel. Ils ne sont ni en capitales, ni en gras.
- Le texte ne doit pas être écrit en capitales (les noms de famille non plus), ni en gras, ni en italique, ni en « petit »…
- Le gras n'est utilisé que pour surligner le titre de l'article dans l'introduction, une seule fois.
- L'italique est rarement utilisé : mots en langue étrangère, titres d'œuvres, noms de bateaux, etc.
- Les citations ne sont pas en italique mais en corps de texte normal. Elles sont entourées par des guillemets français : « et ».
- Les listes à puces sont à éviter, des paragraphes rédigés étant largement préférés. Les tableaux sont à réserver à la présentation de données structurées (résultats, etc.).
- Les appels de note de bas de page (petits chiffres en exposant, introduits par l'outil «  Source ») sont à placer entre la fin de phrase et le point final[comme ça].
- Les liens internes (vers d'autres articles de Wikipédia) sont à choisir avec parcimonie. Créez des liens vers des articles approfondissant le sujet. Les termes génériques sans rapport avec le sujet sont à éviter, ainsi que les répétitions de liens vers un même terme.
- Les liens externes sont à placer uniquement dans une section « Liens externes », à la fin de l'article. Ces liens sont à choisir avec parcimonie suivant les règles définies. Si un lien sert de source à l'article, son insertion dans le texte est à faire par les notes de bas de page.
- La présentation des références doit suivre les conventions bibliographiques. Il est recommandé d'utiliser les modèles {{Ouvrage}}, {{Chapitre}}, {{Article}}, {{Lien web}} et/ou {{Bibliographie}}. Le mode d'édition visuel peut mettre en forme automatiquement les références.
- Insérer une infobox (cadre d'informations à droite) n'est pas obligatoire pour parachever la mise en page.

Pour une aide détaillée, merci de consulter Aide:Wikification.
Si vous pensez que ces points ont été résolus, vous pouvez retirer ce bandeau et améliorer la mise en forme d'un autre article.

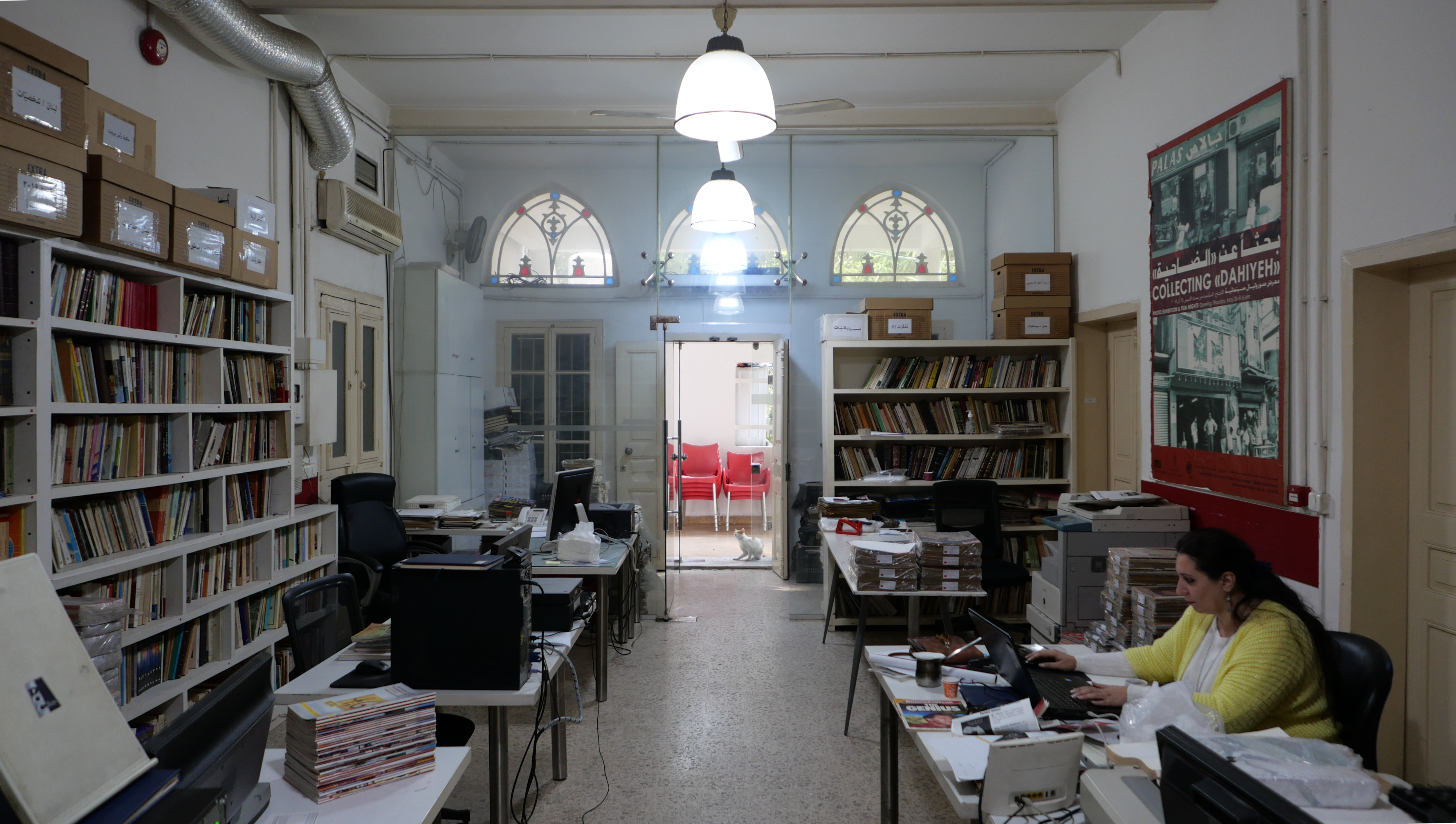
(2021)

Umam Documentation and Research (Umam D&R) est une organisation libanaise à but non lucratif fondée en 2004 par Lokman Slim et Monika Borgmann. Elle est située à Haret Hreik, une ville faisant partie de la banlieue sud de Dahieh à Beyrouth, au Liban. Umam D&R réunit des archives sur l'histoire du Liban et travaille plus largement à la sensibilisation à la violence civile et sur les questions de mémoire des guerres qui ont secoué le Liban.

## Fonds d'archives
Umam Documentation and Research archive tous les documents qu'il leur est possible de recueillir relatifs au Liban de 1840 à aujourd'hui. La collection aujourd'hui rassemblée offre une vaste collection, réunissant des matériaux multiples : livres, journaux, affiches, magazines et revues, documents officiels et personnels, brochures,  tracts, des documents de type « littérature grise » ou non classés, des artefacts ainsi que de nombreux enregistrements sonores issus d’entretiens, des émissions radiophoniques, des films et des rushes. La collecte d'archives s'effectue soit par des dépôts individuels volontaires, soit par une forme d'arrangement avec les éboueurs de la ville de Beyrouth qui leur signalent lorsque des fonds d'archives sont destinées à être évacuées, soit enfin par leur propre recherche. Ils ont recueilli en particulier des centaines d'heures d'enregistrements, sonores ou vidéos, qui sont pour partie réutilisés dans les trois films réalisés par les fondateurs : Tadmor [Palmyre]. (2017), Sur place - 4 Revenants des guerres libanaises (2009), Massaker [Massacre] (2005). Leur objectif est de  documenter l'histoire sociale et culturelle récente du Liban. Umam Documentation and Research organise régulièrement des événements pour promouvoir la collection d'archives qui est ouverte à tous les publics.
Après la guerre de 2006, de manière systématique, Umam D&R a la volonté de numériser et de rendre accessible leurs fonds archives sur le site web Memory At Work, un site avant tout en langue arabe. Le travail est réalisé par thématique, celles des kidnappés, des disparus, des fosses communes ont été les premières développées. Le site de l'association présente des archives, ou des réusages d'archives, en langue anglaise comme des découvertes ou des activités autour des archives comme celles de Baalbeck Studio ou de l'hôtel Carlton de Beyrouth. 
Le site principal de l'association est Villa Slim, Haret Hreik Beirut et un autre bureau se trouve dans le quartier de Badaro qui permet de consulter les archives de l'association, en particulier celles du studio Baalbeck et du Carlton.  

## Le hangar

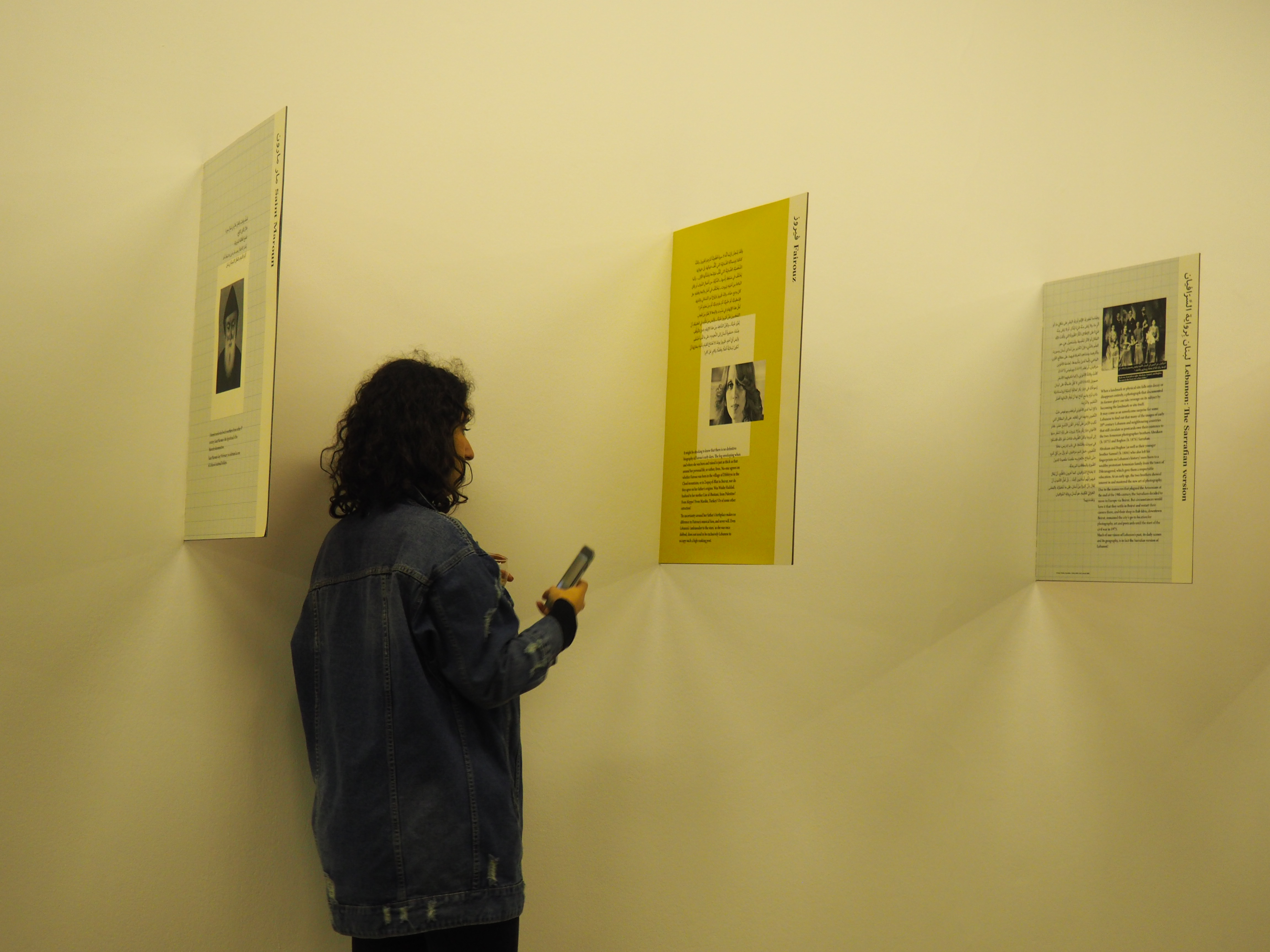
Inauguration de l'exposition Libanité au Hangar en 2018.

Le hangar est un ancien entrepôt de fruits et légumes, adjacent à la villa Slim où se trouve le site d'Umam D&R. Ouvert en 2005, il abrite des expositions, des performances et des films. 
De nombreux artistes se sont produits au Hangar dont Marwa Arsanios, Houssam Boukeili, Gregory Buchakjian, Sophie Calle & Walid Raad, Omar Fakhoury, Sirine Fattouh, Gilbert Hage, Nathalie Harb, Maxime Hourani, Hatem Imam, Lady Lena Kelekian, Jeroen Kramer, Ilaria Lupo, Noel Nasr, Cynthia Nohra, Estefania Penafiel Loaiza, Amal Saade, Stephanie Saade, Walid Sadek, Roy Samaha, Nada Sehnaoui, Siska, Souheil Sleiman, Alfred Tarazi, Karine Wehbe ou Raed Yassin.